# Студенце (Жалець)
Студенце (словен. Studence) — поселення в общині Жалець, Савинський регіон, Словенія. 
Висота над рівнем моря: 432 м.